# Aelurillus conveniens
Aelurillus conveniens là một loài nhện trong họ Salticidae.
Loài này thuộc chi Aelurillus. Aelurillus conveniens được Octavius Pickard-Cambridge miêu tả năm 1872.